# Giovanni Miani (Entdecker)

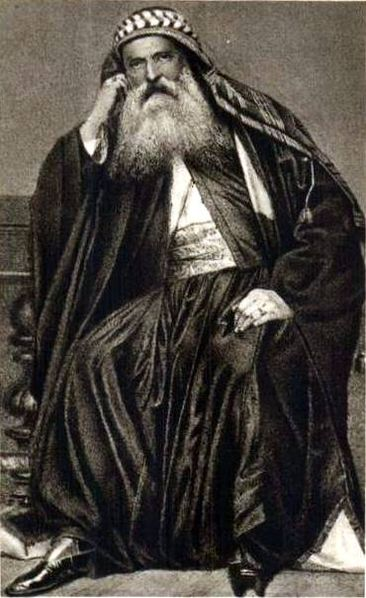
Giovanni Miani

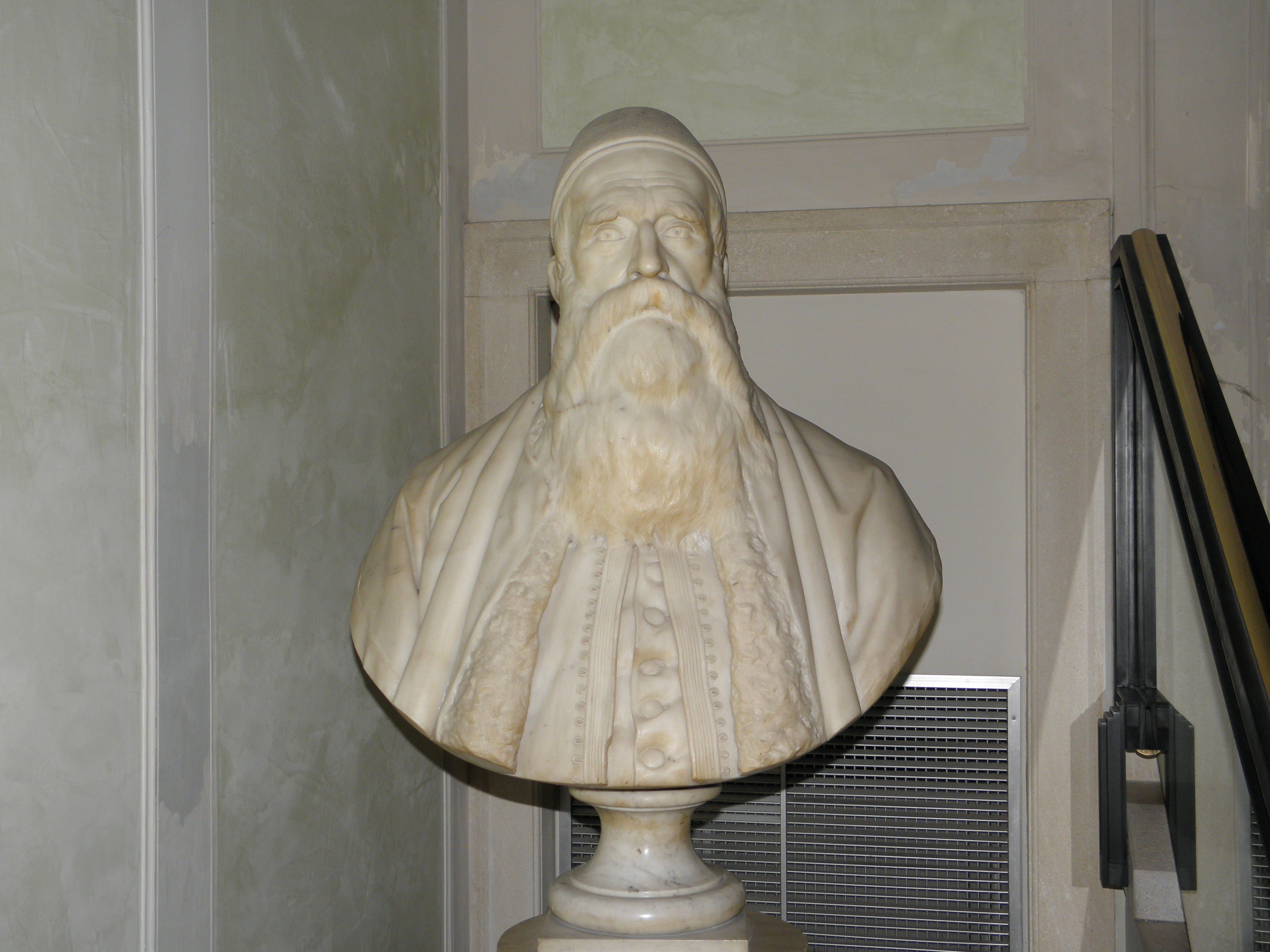
Büste von Giovanni Miani in der Accademia dei Concordi, Rovigo

Giovanni Miani (* 17. März 1810 in Rovigo, Königreich Italien; † 21. November 1872 in der Nähe von Nangazizi (⊙), Kongo) war ein italienischer Entdecker.

## Leben

### Kindheit und Jugend
Miani wurde als Sohn des Dienstmädchens Maddalena Miani geboren. Für sein Geburtsdatum geben manche Quellen auch den 19. März an. Sein Vater war unbekannt. Maddalena Mianis Bruder Giovanni war Architekt des Arsenals von Venedig. Ihr weiterer Bruder Guglielmo war Vater von General Antonio Miani (1864–1933),  der im Eritreakrieg (1886–1889) und im Italienisch-Äthiopischen Krieg (1895–1896) hohe Auszeichnungen erhielt und für seine Leistungen im Kampf um den Fessan in Libyen das Ritterkreuz des Militärordens von Savoyen erhielt.
Mianis Mutter Maddalena verdingte sich bei dem italienischen Adligen P. A. Bragadin in Venedig⊙. Ihren Sohn Giovanni Miani ließ sie zunächst bei ihrer Familie, die ihn zum Holzschnitzer ausbilden wollte. Ab 1824 holte Maddalena ihren Sohn zu sich nach Venedig in das Haus Bragadin. Dort erhielt er, gefördert von Bragadin eine sehr gute Ausbildung in Musik, Sprache, Tanz, Zeichnen und Kriegskunst. Beim Tod seines Gönners Bragadin 1828 erbte Miani 18.000 Lire.

### Beschäftigung mit der Musik
1837 starb Mianis Mutter. Miani setzte sein Musikstudium an den verschiedenen Konservatorien in Bologna⊙, Mailand⊙, Neapel⊙, Paris⊙ und Spanien fort. In Spanien begegnete Miani Ferdinand de Lesseps. Er komponierte eine Hymne für General Baldomero Espartero und das Musikstück Un torneo a Tolemaide, veröffentlicht 1843 in Venedig. Dann begann Miani eine Universalgeschichte der Musik aller Nationen zu schreiben. Dafür reiste er 20 Jahre in verschiedene Länder auf der Suche nach Musikinstrumenten und deren Traditionen. Schließlich hatte er für dieses Vorhaben alles Geld, das er besaß, verbraucht.

### Beteiligung am Risorgimento
Parallel dazu beteiligte Miani sich politisch an der italienischen Einigungsbewegung im Risorgimento. Bereits 1848 wurde er deswegen von der österreichischen Polizei in eine Liste der überwachten und verdächtigen Personen aufgenommen. Miani schloss sich den Freiwilligen um General Andrea Ferrari (1770–1849) an. Diese Truppe nahm an den Kämpfen um die Römische Republik (1849) im Ersten Italienischen Unabhängigkeitskrieg teil. Miani wurde der Artillerie als erster Kanonier im Rang eines Sergente maggiore zugeordnet. Als solcher nahm er teil an der Verteidigung von Marghera⊙ und des Forts von San Secondo⊙. 1849 wurde Miani der Verschwörung gegen General Amilcare Paulucci (1773–1845) und der zu schwachen Verteidigung des Forts angeklagt und in das Rialto-Gefängnis⊙ geworfen. Er wurde nach Ravenna⊙ ausgewiesen. Dort versuchte er erfolglos sich wieder der Artillerie und den Kämpfern um Daniele Manin anzuschließen.

### Wechsel von der Musik zur Erforschung des Nils und seiner Quellen
Schließlich zog er nach Malta⊙. Dort arbeitete er als Musik- und Gesangslehrer und setzte die Arbeit an seiner Musikgeschichte fort. Dann zog er nach Konstantinopel⊙, wo er am Theater eine Anstellung als Tenor fand und wieder anfing zu komponieren.
Er besuchte Palästina und ging für ein Jahr nach Kairo⊙. In Ägypten bereiste Miani den Sinai⊙ und betrieb archäologische und philologische Studien. Seinen Lebensunterhalt verdiente er als Hauslehrer der Familie Lucovich und als Direktor einer experimentellen Reisfarm.
Miani traf in Ägypten 1853 den Ingenieur Ermete Pierotti. Er überredete Pierotti ihn finanziell zu unterstützen, was letzterer auch einige Zeit tat. Dann bekamen die beiden jedoch Streit und Pierotti weigerte sich, Miani weiterhin Geld zu geben. Miani rächte sich, indem er in Genua⊙ die Dokumente über Pierottis Verurteilung (wegen Fahnenflucht und Diebstahls) aufspürte und diese über die Presse verbreitete. Damit schadete Miani Pierottis Ansehen schwer. In der Folge wurden diese Dokumente von verschiedenen Leuten immer wieder gegen Pierotti eingesetzt.
Zurückgekehrt nach Italien gelang es Miani 40.000 Franc aufzutreiben, um seine Musikgeschichte fortzusetzen. Allerdings fand er keinen Verlag, weder in Paris noch in London⊙, der bereit gewesen wäre, dieses Werk zu veröffentlichen.
Miani kehrte nach Ägypten zurück und studierte dort Arabisch, Astronomie, Topografie und Naturwissenschaften. Sein neues Projekt war es, die Quellen des Nils zu entdecken.

### Reise auf dem Nil nach Nubien 1857–1860
Dazu brach er 1857 zusammen mit den Franzosen G. Revol aus Lyon und A. Poussel aus Avignon⊙ nach Nubien auf. Er zeichnete eine Karte der bereisten Region und schrieb seine Beobachtungen auf. Dem fügte er Dokumente anderer Entdecker und Berichte von Seeleuten, Kaufleuten, Jägern und Missionaren bei. Dieses Werk ließ er im folgenden Jahr in Paris drucken und überreichte es Napoleon III. Eine Kopie sandte er der Société de Géographie in Paris deren Mitglied er wurde.

Orte der Nilexpeditionen Mianis (unterstrichen) auf einem Ausschnitt der Afrikakarte von Edward Hertslet aus dem Jahr 1909

### Erste Nilexpedition 1859 bis Khartum
1859 unternahm Miani eine weitere Reise nach Afrika. Am 10. Mai verließ er Kairo auf zwei Booten und fuhr den Nil hinauf. Er wurde begleitet von A. Poussel, einem für astronomische Forschung zuständigen Marinekapitän, einem Fotografen, einem Maler und einem arabisch-französischen Übersetzer. Sie fuhren zunächst nach Assuan⊙, passierten den 1. Katarakt⊙ auf dem Landweg, fuhren hinter Wadi Halfa⊙ weiter auf Schiffen und durchquerten die Wüste auf Kamelen bis Dongola⊙. Dann benutzten sie wieder Schiffe und folgten dem Nil durch die Bayuda-Wüste⊙. Am 20. Juli erreichten sie Omdurman⊙, den Hafen von Khartum⊙ am Weißen Nil.
In Khartum traf Miani auf den französischen Mediziner und Entdecker Alfred Peney (1817–1861), der dort wohnte und sich ebenfalls mit der Erforschung der Quellen des Nils beschäftigte. Außerdem traf er dort den reichen malteser Kaufmann Andrea Debono. Miani versuchte die beiden zu überzeugen zusammen mit ihm zu versuchen Gondokoro⊙ zu erreichen. Er schlug ihnen vor, dort eine weitere Handelsniederlassung zu errichten.
Vom 20. September bis zum 7. November 1859 unternahmen Miani, Debono, Peney und dessen Frau und Sohn einen Ausflug auf dem Blauen Nil nach Sannar⊙. Sie wurden von einem Schreiber und vier Soldaten begleitet.
Am 5. Dezember setzte Miani seine Suche nach den Quellen des Nils fort.
Er erreichte am 9. Januar 1860 Santa Croce im Sudd⊙. Da sich der Lauf des Weißen Nils im Sudd ständig ändert, ist der genaue Ort an dem sich Santa Croce befand unbekannt. Manche nehmen an, es sei die heutige Siedlung Kenisa (deutsch: Kirche)⊙. Andere vermuten einen Punkt Pan Nhom, wo eine kleine Kapelle steht. Daniele Comboni erreichte am 14. Februar 1858 Santa Croce zusammen mit 5 anderen Missionaren. Das Klima und Krankheiten zwangen die kleine Gruppe bereits am 15. Januar 1859 wieder nach Italien zurückzukehren.
Von Santa Croce ging Miani weiter nach Gondokoro, wo er am 24. Januar ankam. In Gondokoro hatte der österreichische Missionar Ignacij Knoblehar 1853 eine Missionsstation errichtet, die allerdings 1858 wegen Klima und Krankheit wieder aufgegeben worden war.
Es gelang Miani nicht die Makedo-Wasserfälle⊙ 76 km südlich von Gondokoro zu überwinden. Außerdem fühlte er sich krank und schwach. Deshalb kehrte er für eine längere Erholungspause nach Gondokoro zurück.
Dann marschierte er mit 100 Männern auf der rechten Seite des Niles Richtung Süden und erreichte am 26. März 1860 Galuffi⊙, welches heute (2020) Nimule heißt.
Auf seinem Weg nach Galuffi entdeckte Miani den Achwa-Fluss (auch: Assua-Fluss, Aswa-Fluss)⊙. Dies ist ein rechter Nebenfluss des Weißen Nils, der etwa 20 km nordwestlich von Nimule in den Weißen Nil mündet.
In Galuffi (= Nimule) schnitt Miani seinen Namen in die Rinde der großen Tamarinde in der Ortschaft. Zu diesem Zeitpunkt hatte Miani Fieber und Durchfall, es herrschten starke Regenfälle, seine Begleitmannschaft weigerte sich weiter zu gehen und die Eingeborenen traten ihm feindselig entgegen. Dies alles bewog ihn, nach Khartum zurückzukehren, wo er am 22. Mai 1860 ankam. Bis Ende Juli gelangte er nach Sawakin⊙ am Roten Meer⊙. Hier traf er den Entdecker Carlo Piaggia. Am 24. August 1860 kam er in Kairo an. In Kairo lag er einen Monat auf dem Krankenbett, um eine Wunde an seinem linken Fuß auszukurieren. Während dieser Zeit veröffentlichte er seinen Reisebericht und schickte Kopien davon an alle geographischen Gesellschaften Europas. Außerdem schickte er einen Auszug und eine Karte seines Reiseweges an den ägyptischen Außenminister. Daraufhin übernahm der Vizekönig die Schirmherrschaft und garantierte Miani Geld, Hilfsmittel und Transportmittel für weitere Unternehmungen.

### Zweite Nilexpedition 1860–1861
Am 2. Dezember 1860 begann Miani seine zweite Nilexpedition. Er fuhr auf einem Dampfer von Bulaq⊙, dem Hafen von Kairo, nach Esna⊙. Teilnehmer seiner Expedition waren der Malteser G. Portelli, zuständig für astronomische Beobachtungen, der Maler Damin, der Landschaften und Kostüme malen sollte und 150 Soldaten Eskorte. Am 25. Dezember 1860 kam die Gruppe in Assuan an. Sie umging den Katarakt und schiffte sich erneut vor der Insel Philae⊙ ein. Am 17. Januar 1861 erreichte sie Wadi-Halfa. Der Gruppe folgte eine Karawane mit 30 Kamelen und zahlreichen Dienern. Mit Hilfe eines Führers überwanden sie die Katarakte und erreichten Dongola. Von ad-Dabba⊙, dem Hafen der Bayuda-Wüste, gingen sie nach Omdurman. Hier war Miani gezwungen, G. Potelli zu entlassen. Dieser hatte Korallen und Bernstein von der Expedition gestohlen und auf dem Basar verkauft. Außerdem hatte er versucht Miani zu vergiften.
Inzwischen erreichte Miani die Nachricht, dass Peney und de Bono im November von Khartum nach Gondokoro gegangen waren, um die Quellen des Nils zu erreichen. In Gondokoro hatten sich jedoch die Eingeborenen geweigert, die beiden zu unterstützen, weil sie lieber auf Miani, ihren "Weißen Löwen" warten wollten. Peney starb am 26. Juli 1861 in Gondokoro an der Malaria und de Bono brachte Peneys Frau zurück nach Kairo.
Wegen einer Häufung von Widrigkeiten (durch ein Schiffsunglück ging der letzte Teil von Mianis Tagebuch verloren, der Maler Damin verließ ihn, die Expedition wurde durch Müdür Hasan Bey behindert) brach Miani die Expedition ab und kehrte nach Kairo zurück. Dort erfuhr er, dass sich John Hanning Speke und James Augustus Grant gefördert von der Royal Geographical Society auf einer Expedition zu den Nilquellen befanden. Miani verließ am 6. Oktober 1861 Kairo und kehrte nach Europa zurück.

#### Speke, Burton, Grant, Baumann, Waldecker und die Entdeckung der Nilquellen
Speke und Richard Francis Burton hatten bereits am 13. Februar 1858 den Tanganjikasee⊙ entdeckt, den sie für die Quelle des Nils hielten. Dann trennten sie sich und Speke entdeckte am 3. August 1858 den Victoriasee⊙, den er nun für die Nilquelle hielt. Über diese Frage verfeindeten sich die beiden Forscher. In Wirklichkeit entwässert der Tanganjikasee über den Lukuga⊙ in den Kongo⊙ und gehört zu dessen Flusssystem. Die Expedition von Speke und Grant 1860–1863 führte von Sansibar⊙ zum Victoriasee und von dort nach Gondokoro, womit Speke seine Ansicht, dass der Victoriasee die Nilquelle sei, bewiesen glaubte. In Wirklichkeit wird der Victoriasee vom Kagera-Nil⊙ gespeist, dessen südlichste Quelle als die wahre Nilquelle⊙ angesehen wird. Sie wurde 1893 von Oskar Baumann entdeckt und 1937 von Burkhart Waldecker geographisch bestimmt.

### Vorbereitung der dritten Nilexpedition
Miani ging im Herbst 1861 nach Florenz⊙, wo er seine Sammlungen ausstellte. Danach fuhr er nach Turin⊙ und veröffentlichte dort 1862 einen kurzen Reisebericht mit Karte, verlegt von Victor Adolphe Malte-Brun. Weiter besuchte er Paris, London und Venedig. In Venedig erhielt er von der Venezianischen Regierung 1000 Gulden für seine Sammlung mit 1800 Objekte in 14 Kisten. Diese Sammlung gelangte in das Museum von Teodoro Correr.
Im Oktober 1862 schlug Miani der Handelskammer von Venedig vor, in Khartum eine Handelsniederlassung zu errichten. Dort könne man mit großem Profit venezianische Perlen gegen Elfenbein eintauschen.
1863 wurde Miani von der Österreichischen Geographischen Gesellschaft nach Wien⊙ eingeladen. Dort wurde er mit großen Ehren empfangen. Kaiser Franz Joseph I. sagte ihm zunächst die Finanzierung einer neuen Expedition zu. Dies scheiterte dann aber daran, dass die Nachricht kam, dass Speke und Grant die Quellen des Nils entdeckt hätten. Außerdem stellte sich heraus, dass Mianis Karten ungenau waren. Franz Joseph I. bot Miani trotzdem 1000 Gulden an, die Miani nutzte, um nach Ägypten zurückzukehren.
Im Januar 1864 veröffentlichte Miani eine Karte, auf der er auch die Reise von Speke und Grant darstellte. Diese Karte widmete er Ismail Pascha, Gouverneur und späterer Vizekönig von Ägypten. In dieser und anderen Publikationen bestritt Miani, dass Speke und Grant die wirkliche Nilquelle gefunden hätten.
Ebenfalls im Jahr 1864 besuchte Miani mit seinem Freund Georg Schweinfurth den Isthmus von Sues.
1865 verlieh ihm Viktor Emanuel II., König von Italien den Ritterorden der hl. Mauritius und Lazarus.
Miani sammelte aus verschiedenen Quellen Geld für eine 3. Nilexpedition. Dabei erhielt er Unterstützung von Viktor Emanuel II., von Muhammad Scharif Pascha, ab 1879 mehrfach Premierminister des Khedivat Ägypten und von Abdülaziz, Sultan der Osmanen. Muhammad Scharif Pascha bewilligte ihm ein Dampfschiff. Außerdem bat die Royal Geographical Society ihn bei der Suche nach dem englischen Entdecker Samuel White Baker mitzuhelfen. Weitere Gelder erhielt Miani vom Gouverneur des Sudan, der ihn beauftragte, sich um dessen Zoo zu kümmern und ihm dafür 10 Monatsgehälter versprach. Miani nahm Auftragsrecherchen für einige europäische Museen an und führte gelegentliche Arbeiten im Auftrag von Kaufleuten und Wirtschaftsumfragen im Auftrag der Handelskammer durch. Er machte einen Vertrag mit einer Firma, die an der Suche nach Elfenbein im Monbuttu-Land⊙ interessiert war.

### Dritte Nilexpedition, 1871
Miani begann seine dritte Nilexpedition am 15. Mai in Khartum. Zunächst fuhr er auf einigen Booten nach Shambe (Gaba-Sciambil)⊙. Dort saß er für drei Monate fest. Dann setzte er die Expedition mit einer Karawane Richtung Westen fort. Er reiste durch die Dörfer Lao, Farial, Mittu und Mondu. 1872 kam er erschöpft in Monfa an. Dort wartete er zwei Monate auf Nachschub. Als dieser eintraf wanderte er weiter nach Amamba im kleinen Königreich des Sultans Kuffa. Hier erhielt die Karawane nach längerem Fasten wieder Nahrung.
Er überquerte den Gada (Gadda)⊙. Danach durch Abissenga und das Sultanat Mangia, dann durch Angaria. Am 3. Juli 1872 traf er in Bakangoi⊙ ein.
Nun weigerten sich seine Begleiter ihm weiter zu folgen. Miani wandte sich zurück zur Uelle und kehrte zum Wohnsitz Munsis in Tangasi⊙ zurück. Hier starb er am 21. November 1872 erschöpft, von Durchfall und einer Nekrose am Arm geschwächt. Sein Sterbeort⊙ befindet sich auf etwa 3 Grad nördlicher Breite an einem Nebenfluss der Uelle zwischen Uelle und Bomokandi, ungefähr 18 km südwestlich von Niangara⊙.
Munsa, Mianis Freund, schnitt nach dessen Tod den Bart Mianis ab und hängte ihn sich um den Hals. Er glaubte auf diese Weise Mianis Geist bei sich behalten zu können. Munsa wickelte den Leichnam Mianis in eine Decke und begrub ihn zusammen mit seiner Pfeife und seinem Tabaktopf in einer groben Holzkiste, die mit vier extra zu diesem Zweck geschmiedeten Nägeln verschlossen war. Das Grab wurde jedoch kurz darauf von Eingeborenen ausgeraubt.
Mianis Grab wurde 1881 von Gaetano Casati und 1929 von Lidio Cipriani (1892–1962) gefunden.
1879 sammelte Romolo Gessi die verbliebenen Knochen. Sie wurden nach Rovigo gebracht und sind im Museum der Accademia dei Concordi⊙ aufbewahrt.

## Ehrungen
1865 verlieh Viktor Emanuel II., König von Italien Miani den Ritterorden der hl. Mauritius und Lazarus. Eine Büste von Miani steht im Eingangsbereich der Accademia dei Concordi in Rovigo. In Rom ⊙, Genua ⊙, Padua ⊙, Vicenza ⊙, Lecce ⊙, Rovigo ⊙ und Andria ⊙ wurden Straßen nach Miani benannt.

## Werke (Auswahl)
- Diari e carteggi (1858–1872). Longanesi, Mailand, 1973.
- Il viaggio di Giovanni Miani al Monbuttu: note coordinate dalla Società geografica italiana. Giuseppe Civelli, Rom 1875.
- Nouvelle carte du Bassin du Nil : indiquant la commune origine de ce Fleuve avec les rivières du Zanguebar. Kaeppelin et Cie, Paris 1858.
- Un torneo a Tolemaide: miscellanea poetica. Andreola, Venedig 1843.